# Josef Schwammberger
Josef Schwammberger (ur. 14 lutego 1912 w Brixen, zm. 3 grudnia 2004 w Stuttgarcie) – niemiecki podoficer SS, Oberscharführer, zbrodniarz wojenny, komendant obozów w Rozwadowie, Przemyślu i Mielcu.
Jako komendant obozowy (1942–1944) przyczynił się do śmierci kilku tysięcy osób, głównie Żydów więzionych lub dopiero przywiezionych do obozu. Znany był ze szczególnego okrucieństwa, świadkowie w jego procesie zeznawali, że wiele osób zabił gołymi rękoma. Po II wojnie światowej dzięki pomocy (w tym fałszywe papiery) biskupa Aloisa Hudala  schronił się w Argentynie, pracował w przedsiębiorstwie naftowo-chemicznym w La Placie, nie zmieniając nawet nazwiska. W 1987 został zatrzymany i wydany władzom niemieckim.
Postawiony przed sądem w Stuttgarcie, w początkowej fazie procesu oskarżony został o zabójstwo (lub pomoc w zabójstwie) 3377 osób. Ostatecznie udało się udowodnić śmierć 34 osób bezpośrednio z rąk Schwammbergera oraz 275 na jego rozkaz. Za zbrodnie te został skazany 18 maja 1992 roku na karę dożywotniego więzienia. W sierpniu 2002 roku sąd, biorąc pod uwagę okrucieństwo skazanego, nie przychylił się do wniosku o zwolnienie ze względu na podeszły wiek.
W 2003 zmarła w Argentynie w wieku 87 lat żona Schwammbergera, Kathe. Sam Josef Schwammberger zmarł w szpitalu więziennym rok później.